# Principat d'Antioquia
El Principat d'Antioquia (llatí: Principatus Antiochiae; francès: Principauté d'Antioche) fou el primer estat croat fundat l'any 1098 a conseqüència de la Primera Croada. Va perdurar fins a l'any 1144.

## Antecedents

L'Orient Pròxim el 1135, amb els estats croats en tons verds.

El 1095, el nou papa Urbà II va cridar a la guerra santa contra els musulmans que ocupaven Jerusalem i d'altres emplaçaments religiosos a Palestina i ajudar l'emperador romà d'Orient, Aleix I Comnè, a combatre els turcs que estaven envaint les seves terres a l'Àsia central i Pèrsia. La febre de les croades es va estendre per Europa, amb les promeses del Papa del perdó de tots els pecats per tots els que hi participessin i per les expectatives de riqueses i terres que es podien arrabassar dels musulmans. L'emperador Aleix va pressionar els croats perquè l'ajudessin a expulsar els turcs de les seves terres; una empresa que els croats consideraven secundària respecte a les campanyes a Palestina. A més, Aleix volia que els croats li juressin lleialtat. Finalment Godofred i els altres cavallers van accedir a pronunciar una versió modificada del jurament, comprometent-se a retornar algunes terres a l'emperador romà d'Orient. La primavera de 1097 els croats van marxar cap a la guerra.
Durant la campanya croada cap a Jerusalem es va aconseguir repel·lir les forces seljúcides en la batalla de Dorilèon, i el 1098 es va assetjar Antioquia, que molts veien com una causa perduda. Tant és així que alguns croats van decidir tornar a Europa, i Aleix I va decidir no enviar-hi l'ajuda promesa. Quan els croats van aconseguir prendre la ciutat, van decidir que el seu jurament a l'emperador romà d'Orient quedava des d'aleshores sense efecte. Després d'aquesta victòria, els croats estaven dividits sobre el camí a prendre. Bohemon de Tàrent, que havia estat el primer a entrar a Antioquia reclamava la ciutat per a ell, i va decidir quedar-s'hi per assegurar les seves noves possessions fundant el Principat d'Antioquia.

## Caiguda
El 1268 Bàybars I es va apoderar de Jaffa i del castell de Beaufort defensat per l'Orde del Temple i després va pujar en direcció nord cap al Principat i va posar setge a Antioquia. El 18 de maig les tropes del soldà van obrir una bretxa a les muralles per on van aconseguir entrar els mamelucs en massa apoderant-se de la capital. Amb la caiguda de la gran ciutat, que s'havia mantingut més de 160 anys com a capital franca, Bohemon VI va veure el seu títol rebaixat al de comte.
Convertida Latakia en la darrera fortalesa de l'extint principat, i governada des del comtat de Trípoli, el 22 de març de 1287, les seves defenses es van malmetre pels efectes d'un terratrèmol, i Qalàwun va aprofitar l'oportunitat per conquerir-la el 20 d'abril, ja que no estava coberta per les treves amb els llatins.

## Llista de prínceps d'Antioquia
- Bohemon I d'Antioquia 1098-1111
- Tancred de Galilea, regent, 1100-1103; 1105-1112
- Bohemon II d'Antioquia 1111-1130
- Roger de Salern, regent, 1112-1119'
- Balduí II de Jerusalem, regent, 1119-1126; 1130-1131
- Constança d'Antioquia 1130-1163
- Folc V d'Anjou, regent, 1131-1136
- Ramon de Poitiers o d'Antioquia 1136-1149 (per matrimoni amb Constança)
- Reinald de Chatillon 1153-1160 (per matrimoni amb Constança)
- Bohemon III d'Antioquia 1163-1201
- Ramon d'Antioquia (Ramon IV de Trípoli) 1193-1194 (regent)
- Bohemon IV d'Antioquia 1201-1216
- Ramon Rupen d'Antioquia 1216-1219
- Bohemon IV d'Antioquia (restaurat) 1219-1233
- Bohemon V d'Antioquia 1233-1252
- Bohemon VI d'Antioquia 1252-1268

Prínceps titulars d'Antioquia 1268-1457
- Bohemon VI d'Antioquia 1268-1275
- Bohemon VII d'Antioquia 1275-1287
- Lucia d'Antioquia i Trípoli 1287-vers 1299
- Felip de Toucy vers 1299-1300, després d'aquest el títol (nominal) passà als Reis de Xipre i Jerusalem